# Нагорода імені Джина Гершолта
Нагорода імені Джина Гершолта (англ. The Jean Hersholt Humanitarian Award) — премія Американської академії кіномистецтва, якою відзначаються видатні гуманітарні досягнення. Нагорода названа на честь Джина Гершолта — данського актора, що постійно проживав у США та обіймав посаду голови фонду кіно та телебачення протягом вісімнадцяти років. На відміну від премії Ірвінга Тальберга нагорода Гершолта має класичний вигляд Оскару, і вручається під час основної церемонії. Нагородженими можуть бути лише особи, які певним чином пов'язані з кінематографом.

## Переможці
| - 1957 Френк Фріман - 1958 Семюел Голдвін - 1960 Боб Гоуп - 1961 Сол Лессер - 1962 Джордж Сітон - 1963 Стів Бройді - 1966 Едмунд Депаті - 1967 Джордо Беґнал - 1968 Грегорі Пек - 1969 Марта Рей - 1970 Джордж Джессел | - 1971 Френк Сінатра - 1973 Розалінд Расселл - 1974 Лью Вассерман - 1975 Артур Крім - 1976 Жуль Стейн - 1978 Чарлтон Гестон - 1979 Лео Джаффе - 1980 Роберт Бенджамін † - 1982 Денні Кей - 1983 Волтер Міриш - 1984 М. Дж. Франкович | - 1985 Девід Волпер - 1986 Чарльз Роджерс - 1990 Говард Кох - 1993 Одрі Гепберн †, Елізабет Тейлор - 1994 Пол Ньюман - 1995 Квінсі Джонс - 2002 Артур Гіллер - 2005 Роджер Меєр - 2007 Шеррі Ленсінґ - 2009 Джеррі Льюїс - 2012 Опра Вінфрі | - 2013 Джеффрі Катценберг - 2014 Анджеліна Джолі - 2015 Гаррі Белафонте - 2016 Деббі Рейнольдс - 2020 Джина Девіс - 2021 Тайлер Перрі, Motion Picture & Television Fund - 2022 Денні Ґловер - 2023 Майкл Джей Фокс |